# Про що мовчала тайга
«Про що мовчала тайга» (рос. «О чём молчала тайга») — радянський художній фільм 1965 року, знятий на Кіностудії ім. М. Горького.

## Сюжет
Пригодницький кольоровий фільм про сміливих хлопчаків — тайговиків, які, незважаючи на перешкоди, розшукують давно занедбаний мідний рудник, вступаючи в сутичку з незаконним претендентом на нього — мисливцем Анікіним.

## У ролях
- Сергій Наплавков — Яша
- Юрій Бобков — Оська
- Мурат Ахмадієв — Альоша
- Людмила Алпатова — Крестя
- Марина Хатунцева — Вікторія Петрівна Орлова, вчителька
- Георгій Жжонов — Григорій Анікін
- Аркадій Трусов — дід Макар
- Лев Поляков — преподобний отець Миколай
- Клавдія Козльонкова — мати Яшки
- Гавриїл Котожеков — мисливець Маганаков
- Віктор Севрюгін — Льоня Шпунт
- Сергій Стельмах — Петя Феклін
- Олександр Альошин — епізод
- Віктор Балябін — епізод
- Віктор Война — епізод
- Маргарита Жарова — епізод
- Анатолій Ігнатьєв — Павло
- Лідія Корольова — торговка
- Володимир Курочкін — епізод
- Тамара Лобанова — епізод
- Лідія Рюміна — епізод
- Петро Савін — директор школи
- Ірина Сорокіна — епізод
- Ірина Тарасова — епізод
- Валентин Фетисов — епізод
- Галина Чубаркіна — епізод
- Манефа Соболевська — епізод

## Знімальна група
- Режисер — Олександр Курочкін
- Сценарист — Ігнатій Пономарьов
- Оператори — Юрій Малиновський, Андрій Масленников
- Композитор — Валерій Петров
- Художник — Петро Слабинський